# Drillsaat

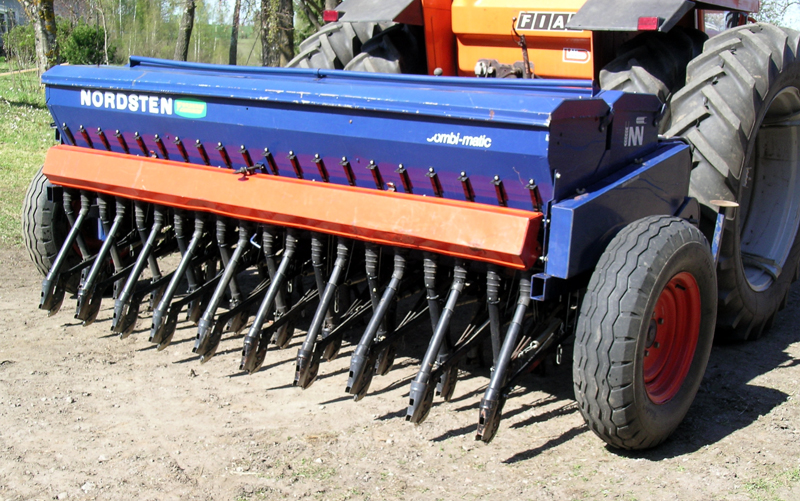
Schlepper mit Anbau-Drillmaschine (Sämaschine)

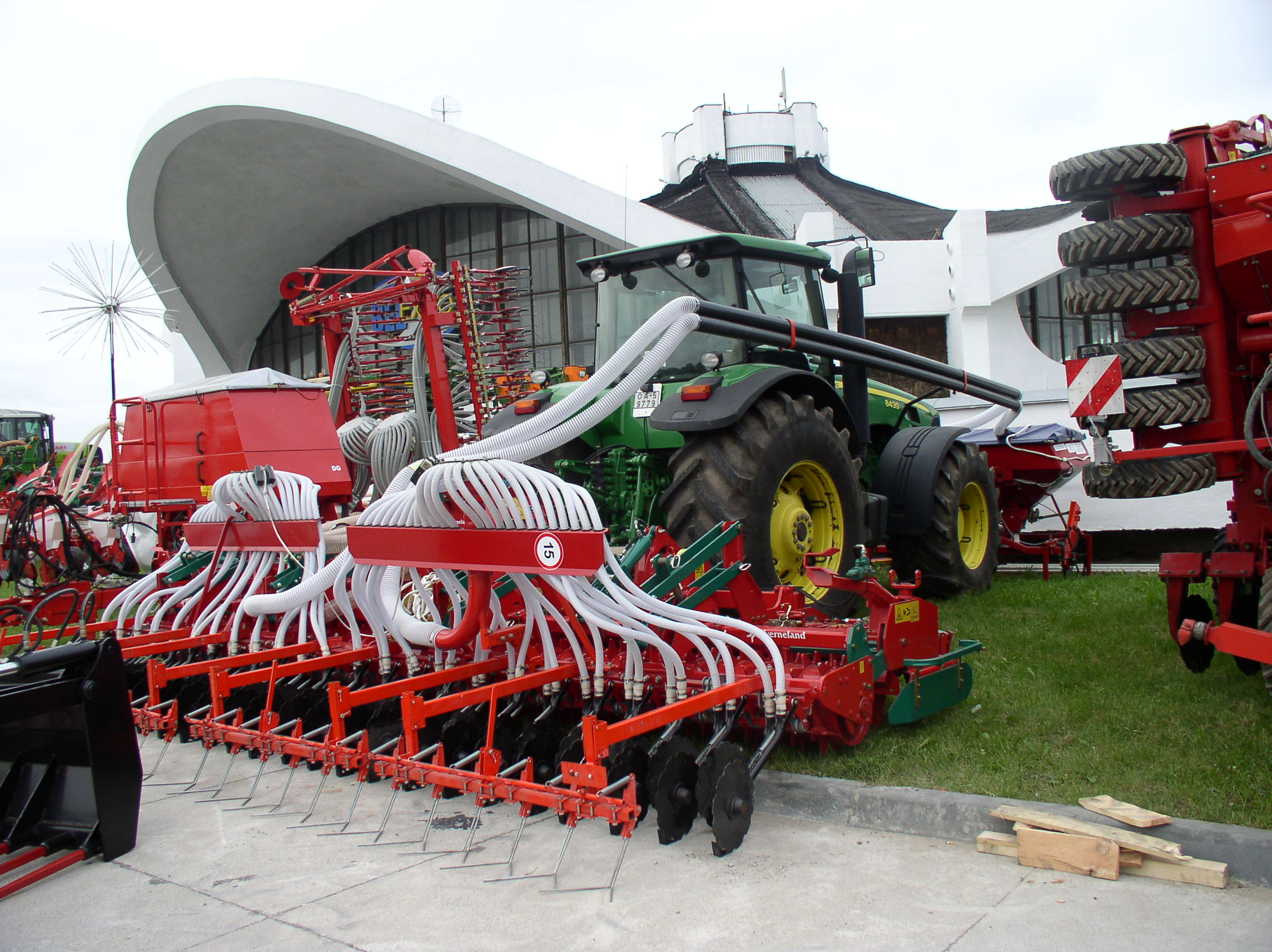
Moderne pneumatische Drillkombination

Die Drillsaat bzw. Reihensaat wird mit einer Sämaschine oder auch Drillmaschine durchgeführt.
Das besondere Kennzeichen sind kleine Säschare, die eine mehrere Zentimeter tiefe Rinne in das Saatbett ziehen – durch ein Rohr werden aus dem Säkasten durch eine drehende Nockenwalze Samenkörner eingebracht (gedrillt = drehende Zuführung). Der Vorteil dieser landwirtschaftlichen Maschine zur Aussaat von Pflanzensamen ist die genaue und gleichmäßige Tiefenablage des Saatgutes, was zu weniger Vogelfraß und einem gleichmäßigen Feldaufgang führt. Dadurch kann die Saatmenge gegenüber der Breitsaat um etwa 30 % gesenkt werden.
Eine konventionelle Drillmaschine besitzt sogenannte Schleppschare, kleine Pflugschare zum begrenzten Aufreißen des Ackerbodens. In die kleinen Furchen wird das Saatgut deponiert. Anschließend werden sie durch einen nachlaufenden Striegel wieder geschlossen. Neben den Schleppscharen gibt es noch andere Vorrichtungen zur Einarbeitung der Saat in den Boden.
Seit zirka 1970 sind auch sogenannte Direktsämaschinen in Gebrauch. Mit ihnen erfolgt die Direktsaat des Getreides, ohne zu pflügen. Durch die Reduktion der Bodenbearbeitung wird die Bodenfauna (beispielsweise Regenwürmer) geschützt, weshalb die Direktsaat eine schonendere Form der Landbewirtschaftung darstellt. Allerdings ist sie nicht überall praktikabel; beispielsweise senkt sich bei dieser Anbauart – die man Minimalbodenbearbeitung nennt – die Bodentemperatur. Die auf dem Boden verbliebenen Pflanzenreste bewirken eine Beschattung des Bodens mit erheblichem Einfluss auf die Keimung und die späteren Pflanzenbaumaßnahmen. Auch im ökologischen Landbau kann Direktsaat vernünftig eingesetzt werden.

## Geschichte

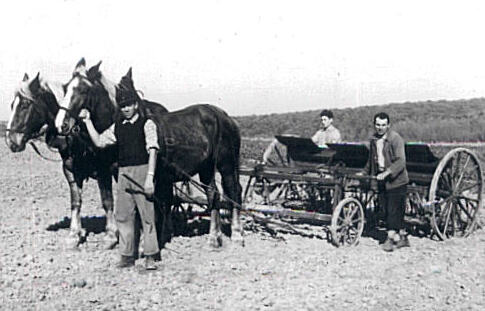
Pferdegezogene Sämaschine mit Pferdelenker, Maschinenlenker und Funktionskontrolleur

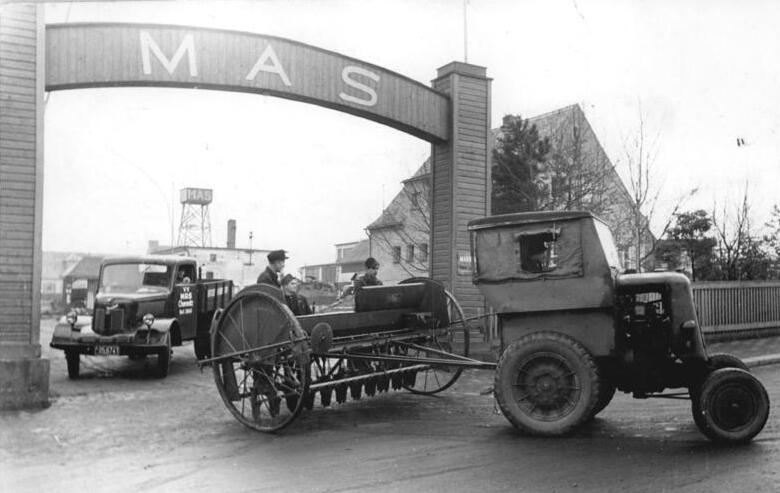
RS03 mit angehängter Sämaschine, 1951

Bereits die Sumerer hatten eine primitive Sämaschine erfunden. Grabungsfunde von chinesischen Saatscharen aus der Zeit der Han-Dynastie im 2. Jahrhundert v. Chr. lassen auf eine Drillmaschine mit mehreren Saatleitungen schließen. Eine anscheinend derartige Maschine machte ein Beamter namens Zhao Guo um 85 v. Chr. bekannt. Zu diesem Zeitpunkt konnte man damit angeblich 7 ha täglich besäen. Die erste europäische Drillmaschine wurde 1566 von Camillo Torello in Venedig patentiert. Sie wurde stetig weiterentwickelt: Um das Jahr 1700 gab es einigermaßen robuste Versionen (z. B. von Jethro Tull), es dauerte aber noch bis zur Mitte des 19. Jahrhunderts, bis sie zuverlässig und wirtschaftlich verwendbar war. 1834 stellte der böhmische Agronom Franz Horsky eine Drillsaatmaschine vor, 1855 entwickelte der braunschweigische Ludwig Lüders eine Maschine für die Zuckerrübensaat.
Zunächst benötigte die Drillmaschine 2 Pferde und drei Mann Besatzung (Pferdelenker, Maschinenlenker und Säscharkontrolleur). Die Tages-Säleistung lag bei 7–12 ha. Mit einer schleppergezogenen Säkombination kann heute ein Traktorfahrer ein Vielfaches dieser Fläche säen.